# M'diq
M'diq, o Medieq (in arabo مضيق‎?, al-Maḍīq; in berbero ⵝⴰⵖⵎⴰⵝ; in spagnolo Rincón del Medik, per antico retaggio colonialistico) è una città nel Marocco, fino al 2004 inserita nella provincia di Tétouan e da tale data nella nuova prefettura di M'diq-Fnideq, facente parte della regione di Tangeri-Tetouan-Al Hoceima.
La città è anche conosciuta come Mid̨īq, Mdiq, Mʿdiq, Rincón, Thaghmath, al-Midīq'.